# Карм, Фридрих
Фридрих Александер Карм (эст. Friedrich Aleksander Karm; в СССР — Фридрих Придикович Карм; 8 (21) января 1907, Ревель — 3 октября 1980, Таллин) — эстонский футболист и хоккеист, нападающий. Многократный чемпион Эстонии. Играл за сборную Эстонии по футболу и по хоккею с мячом.

## Биография
В 1922 году присоединился к таллинскому клубу «Спорт», сначала выступал за младшие команды, потом пробился в старшую. В футболе неоднократно становился чемпионом Эстонии (1927, 1929, 1931, 1932, 1933) и призёром чемпионата. Лучший бомбардир чемпионатов 1929 года (7 голов) и 1931 года (8 голов), второй бомбардир сезона 1932 года (12 голов), третий бомбардир в 1933 году (6 голов). В 1938 году с клубом «Эста» стал серебряным призёром чемпионата, также в этом клубе работал тренером. Всего в независимой эстонской лиге забил 49 голов. В 1946 году играл в чемпионате Эстонской ССР за таллинский «Калев».
27 июня 1930 года дебютировал в сборной Эстонии по футболу в матче против Латвии (1:1). Первые голы забил в своём третьем матче, 6 августа 1930 года, сделав «дубль» в ворота Финляндии (4:0). 9 июня 1931 года сделал хет-трик в матче с Литвой (4:1). Всего в 1930—1933 годах сыграл 13 матчей и забил 9 голов за сборную. Победитель Кубка Балтии 1931 года.
Также выступал за «Спорт» в хоккее с мячом на позиции защитника, стал шестикратным чемпионом (1928-32, 1935) и неоднократным призёром чемпионата Эстонии. Провёл 5 матчей за сборную страны. В 1941 году составе таллинского «Динамо» победил в чемпионате Эстонской ССР.
Участник Великой Отечественной войны, мобилизован в 1941 году в Красную Армию. Воевал в звании гв. старшего сержанта в составе 36-го отдельного сапёрного батальона 7-й (Эстонской) стрелковой дивизии. Награждён медалями «За боевые заслуги», «За отвагу», «За победу над Германией в Великой Отечественной войне 1941—1945 гг.».
В 1946—1954 работал тренером в системе таллинского «Калева», а также в спортивной школе клуба. В 1950 году в составе «Калева» участвовал в чемпионате Эстонской ССР по хоккею с шайбой и стал его бронзовым призёром. Также судил соревнования по хоккею с шайбой.

## Достижения
- Чемпион Эстонии по футболу: 1927, 1929, 1931, 1932, 1933
- Серебряный призёр чемпионата Эстонии по футболу: 1930, 1934, 1938
- Лучший бомбардир чемпионата Эстонии по футболу: 1929 (7 голов), 1931 (8 голов)
- Победитель Кубка Балтии по футболу 1931
- Чемпион Эстонии по хоккею с мячом: 1928, 1929, 1930, 1931, 1932, 1935
- Серебряный призёр чемпионата Эстонии по хоккею с мячом: 1927, 1934